# ۲۲۲ (پیش از میلاد)
۲۲۲ (پیش از میلاد) ۲۲۲مین سال قبل از تقویم میلادی است.